# 블라디미르 스토이코비치
블라디미르 스토이코비치(세르비아어: Владимир Стојковић, 영어: Vladimir Stojković, 1983년 7월 28일, 로즈니차 ~ )는 세르비아의 전 축구 선수이다. 현역 시절 골키퍼로 활약하였다.

## 클럽 경력

### 어린 시절
그의 가족은 스포츠 가족이다. 그의 아버지는 과거 축구 선수로, 골키퍼 출신이었고, 그의 어머니는 핸드볼 선수였다. 스토이코비치는 FK 츠르베나 즈베즈다에 10살에 나이로 입단했다. 하지만 블라디미르 디슬옌코비치에게 가려 그는 보스니아 헤르체고비나의 FK 레오타르에서 임대 생활을 했다.

### FK 츠르베나 즈베즈다
블라디미르 디슬옌코비치 선수가 2005년 여름 이적 시장에서 우크라이나 프리미어리그의 메탈루흐 도네츠크로 이적하면서 블라디미르 스토이코비치는 FK 츠르베나 즈베즈다로 돌아오게 되고 직후 시즌에서 FK 츠르베나 즈베즈다는 세르비아 수페르리가 우승과 세르비아 컵대회 우승을 차지하게 된다.

### FC 낭트
블라디미르 스토이코비치는 2006년 여름 이적 시장에서 3백만 유로에 프랑스 르샹피오나의 FC 낭트로 이적했다. 그러나 몇몇 경기에서 좋지 않은 경기력으로 결국 빈센트 브라이언트와의 주전 경쟁에서 밀리고 말았고, 이와 더불어 낭트의 새 감독 부임 이후 스토이코비치는 전력외 선수로 구분되고 만다.

### 피테서
2007년 겨울 시장에서 1월에 스토이코비치는 피테서로 6개월 동안 임대를 갔다. 2007년 3월 3일, 그는 엑셀시오르와 첫 번째 경기를 가졌다.

### 스포르팅 CP
2007년 7월에 그는 포르투갈 리가의 스포르팅 CP와 5년 계약을 맺었다. 스토이코비치의 시작은 좋지 않았는데 부상으로 하프시즌에는 출전하지 못했고 부상 회복 후에 그는 현재 클럽에서 주전 경쟁을 하고 있으며, 2009년 헤타페 CF로 임대를 떠나기도 하였다.

## 국가대표팀 경력

### 21세이하 대표팀
블라디미르 스토이코비치는 2004년 UEFA U-21 유럽축구선수권대회에서 니콜라 밀로예비치의 후보 선수였기 때문에 그의 활약은 볼 수 없었다. 그 후 그는 서서히 FK 츠르베나 즈베즈다에서의 좋은 활약으로 마침내 2006년 5월, 2006 UEFA U-21 유럽축구선수권 대회에 출전한 세르비아 대표팀의 주전 골키퍼이자 주장이 되었으며, 그는 이 대회에서 팀의 준우승으로 이끌었다.

### 국가대표팀
블라디미르 스토이코비치는 2006년 FIFA 월드컵 선수 명단에 뽑혔다. 하지만 그는 드라고슬라프 예브리치에 밀려 조별 예선 3경기 동안 벤치에 앉아있었다. 그 후 2006년 여름, 스페인 출신의 하비에르 클레멘테 감독 부임 후 세르비아라는 국명으로 치르는 대표팀 첫 경기에서 선발 출전하는 영예를 안았고, 유로 2008 예선 동안에는 주전자리를 확고히 지켰다. 2010년 FIFA 월드컵에서도 세르비아의 골문을 굳게 지켰으며 특히 독일과의 조별리그 2차전에서 루카스 포돌스키의 페널티킥을 막는 등 인상적인 플레이를 선보였다. 이 활약으로 독일-세르비아전의 공식 맨 오브 더 매치에 선정됐었다.